# Empis hyalipennis
Empis hyalipennis är en tvåvingeart som beskrevs av Fallen 1816. Empis hyalipennis ingår i släktet Empis och familjen dansflugor. Arten är reproducerande i Sverige. Inga underarter finns listade i Catalogue of Life.